# Vinga
Vinga (en hongrois : Vinga, en allemand : Winga) est une commune du județ d'Arad, Roumanie qui compte 6 150 habitants.
La commune est composée de 3 villages : Mailat, Mănăștur et Vinga.

## Culture
D'après le recensement de 2011, la commune compte 6 150 habitants, en forte baisse par rapport au recensement de 2002 où elle en comptait 6 388.